# Temporada 2024 de la WNBA
La temporada 2024 de la WNBA fue la 28.ª temporada de la Asociación Nacional de Baloncesto Femenino (WNBA), una liga profesional de baloncesto femenino con sede en los Estados Unidos.
La temporada regular se desarrolló del 14 de mayo al 19 de septiembre, y cada uno de los 12 equipos jugó 40 partidos: cuatro partidos contra cinco equipos de la misma conferencia, dos equipos de la otra conferencia y tres partidos contra los cuatro equipos restantes. 
La temporada incluyó un receso de un mes para los Juegos Olímpicos de París 2024.
Los ocho equipos con los mejores récords de temporada regular, independientemente de la conferencia, se clasificaron para los Playoffs de la WNBA, para determinar el campeón de la liga en las Finales de la WNBA de 2024. Desde 2022, los playoffs se disputan en una serie el mejor de tres en la primera ronda y un formato el mejor de cinco para las semifinales y las Finales de la WNBA.
Las Vegas Aces son las campeonas defensoras, habiendo ganado las Finales de la WNBA de 2022 y 2023 de manera consecutiva.

## Draft de la WNBA 2024
El Draft de la WNBA se llevó a cabo el 15 de abril. Por segundo año consecutivo, las Indiana Fever ganaron la primera elección en la lotería del draft ponderado, celebrado entre los cuatro equipos que no clasificaron para los Playoffs de la WNBA. Las selecciones de lotería restantes fueron para segundo lugar, Los Angeles Sparks; para tercer lugar, Phoenix Mercury; Y en cuarto lugar, Seattle Storm; las selecciones restantes se basan en el récord de la temporada regular de los equipos que clasificaron para los Playoffs.

### Selecciones de Primera Ronda
| Selección | Jugadora        | Nacionalidad   | Equipo                          | Universidad                  |
| --------- | --------------- | -------------- | ------------------------------- | ---------------------------- |
| 1         | Caitlin Clark   | Estados Unidos | Indiana Fever                   | Iowa                         |
| 2         | Cameron Brink   | Estados Unidos | Los Angeles Sparks              | Stanford                     |
| 3         | Kamilla Cardoso | Brasil         | Chicago Sky (de Phoenix)        | South Carolina               |
| 4         | Rickea Jackson  | Estados Unidos | Los Angeles Sparks (de Seattle) | Tennessee                    |
| 5         | Jacy Sheldon    | Estados Unidos | Dallas Wings (de Chicago)       | Ohio State                   |
| 6         | Aaliyah Edwards | Canadá         | Washington Mystics              | UConn                        |
| 7         | Angel Reese     | Estados Unidos | Chicago Sky (de Minnesota)      | LSU                          |
| 8         | Alissa Pili     | Estados Unidos | Minnesota Lynx (de Atlanta)     | Utah                         |
| 9         | Carla Leite     | Francia        | Dallas Wings                    | Tarbes (Francia)             |
| 10        | Leïla Lacan     | Francia        | Connecticut Sun                 | Angers (Francia)             |
| 11        | Marquesha Davis | Estados Unidos | New York Liberty                | Ole Miss                     |
| 12        | Nyadiew Puoch   | Australia      | Atlanta Dream (de Las Vegas)    | Southside Flyers (Australia) |

| Seleccionada al Juego de Estrellas |

## Temporada regular

### Copa del Comisionado
Se jugaron cinco partidos de temporada regular a principios de junio contra equipos de la misma conferencia para determinar la clasificación para la Copa del Comisionado de la WNBA, un torneo de temporada que se jugó por primera vez en 2021; la final fue organizada por el equipo con el mejor récord en los juegos de clasificación, en este caso las New York Liberty.
| 25 de junio | New York Liberty                                                                 | 89–94                                 | Minnesota Lynx                                                                    | Elmont, Nueva York                                                                                      |  |
| 20:00       | Parciales: 27-23, 23-24, 10-19, 29-28                                            | Parciales: 27-23, 23-24, 10-19, 29-28 | Parciales: 27-23, 23-24, 10-19, 29-28                                             | |  |
|             | Estadísticas Breanna Stewart (24) Jonquel Jones (12) Betnijah Laney-Hamilton (6) | Reporte Pts Reb Asts                  | Estadísticas (23) Bridget Carleton (6) N. Collier, A. Smith (8) Courtney Williams | Pabellón: UBS Arena Asistencia: 7,015 espectadores Árbitros: Roy Gulbeyan Eric Brewton Angelica Suffren |  |

### Juego de Estrellas
La vigésima edición del Juego de Estrellas de la WNBA se llevó a cabo el sábado 20 de julio de 2024 en el Footprint Center de la ciudad de Phoenix, Arizona, casa de las Phoenix Mercury.Se eligió esta fecha para aprovechar el parón causado por los Juegos Olímpicos de 2024.
| 20 de julio | Team WNBA                                                              | 117–109                               | Team USA                                                               | Phoenix, Arizona |  |
| 20:30       | Parciales: 24-23, 28-31, 36-25, 29-30                                  | Parciales: 24-23, 28-31, 36-25, 29-30 | Parciales: 24-23, 28-31, 36-25, 29-30                                  | |  |
|             | Estadísticas Arike Ogunbowale (34) Angel Reese (11) Caitlin Clark (10) | Reporte Pts Reb Asts                  | Estadísticas (31) Breanna Stewart (10) Breanna Stewart (6) Kelsey Plum | Pabellón: Footprint Center Asistencia: 16,407 espectadores Árbitros: Fatou Cissoko-Stephens, Jeff Wooten, Kevin Fahy |  |

### Clasificaciones
| #  | Equipo                 | G  | P  | PCT  | PD | Conf. | Local | Visitante | Copa |
| -- | ---------------------- | -- | -- | ---- | -- | ----- | ----- | --------- | ---- |
| 1  | rp – New York Liberty  | 32 | 8  | .800 | –  | 16–4  | 16–4  | 16–4      | 5–0  |
| 2  | cp – Minnesota Lynx    | 30 | 10 | .750 | 2  | 14–6  | 16–4  | 14–6      | 4–1  |
| 3  | p – Connecticut Sun    | 28 | 12 | .700 | 4  | 14–6  | 14–6  | 14–6      | 4–1  |
| 4  | p – Las Vegas Aces     | 27 | 13 | .675 | 5  | 12–8  | 13–7  | 14–6      | 2–3  |
| 5  | p – Seattle Storm      | 25 | 15 | .625 | 7  | 13–7  | 14–6  | 11–9      | 4–1  |
| 6  | p – Indiana Fever      | 20 | 20 | .500 | 12 | 11–9  | 12–8  | 8–12      | 3–2  |
| 7  | p – Phoenix Mercury    | 19 | 21 | .475 | 13 | 10–10 | 10–10 | 9–11      | 3–2  |
| 8  | p – Atlanta Dream      | 15 | 25 | .375 | 17 | 7–13  | 8–12  | 7–13      | 1–4  |
| 9  | e – Washington Mystics | 14 | 26 | .350 | 18 | 7–13  | 5–15  | 9–11      | 1–4  |
| 10 | e – Chicago Sky        | 13 | 27 | .325 | 19 | 5–15  | 6–14  | 7–13      | 1–4  |
| 11 | e – Dallas Wings       | 9  | 31 | .225 | 23 | 6–14  | 7–13  | 2–18      | 0–5  |
| 12 | e – Los Angeles Sparks | 8  | 32 | .200 | 24 | 5–15  | 5–15  | 3–17      | 2–3  |

Notas
r- Campeón de temporada regular
c- Campeón de copa comisionario
p- Calificadas a playoffs
e - Eliminadas de playoffs

## Playoffs
|  | Primera ronda 22 - 27 de septiembre | Primera ronda 22 - 27 de septiembre | Primera ronda 22 - 27 de septiembre |                 |   | Semifinales 29 de septiembre - 8 de octubre | Semifinales 29 de septiembre - 8 de octubre | Semifinales 29 de septiembre - 8 de octubre |  |   | Finales 10 - 20 de octubre | Finales 10 - 20 de octubre | Finales 10 - 20 de octubre |  |
|  |                                     |                                     |                                     |                 |   |                                             |                                             |                                             |  |   |                            |                            |                            |  |
|  |                                     |                                     |                                     |                 |   |                                             |                                             |                                             |  |   |                            |                            |                            |  |
|  | 1                                   | New York Liberty                    | 2                                   |                 |   |                                             |                                             |                                             |  |   |                            |                            |                            |  |
|  | 1                                   | New York Liberty                    | 2                                   |                 |   |                                             |                                             |                                             |  |   |                            |                            |                            |  |
|  | 8                                   | Atlanta Dream                       | 0                                   |                 |   |                                             |                                             |                                             |  |   |                            |                            |                            |  |
|  | 8                                   | Atlanta Dream                       | 0                                   |                 | 1 | New York Liberty                            | 3                                           |                                             |  |   |                            |                            |                            |  |
|  |                                     |                                     |                                     |                 | 1 | New York Liberty                            | 3                                           |                                             |  |   |                            |                            |                            |  |
|  |                                     |                                     | 4                                   | Las Vegas Aces  | 1 |                                             |                                             |                                             |  |   |                            |                            |                            |  |
|  | 4                                   | Las Vegas Aces                      | 4                                   | Las Vegas Aces  | 1 | 2                                           |                                             |                                             |  |   |                            |                            |                            |  |
|  | 4                                   | Las Vegas Aces                      |                                     |                 |   |                                             |                                             |                                             |  |   |                            |                            |                            |  |
|  | 5                                   | Seattle Storm                       | 0                                   |                 |   |                                             |                                             |                                             |  |   |                            |                            |                            |  |
|  | 5                                   | Seattle Storm                       | 0                                   |                 |   |                                             |                                             |                                             |  | 1 | New York Liberty           | 3                          |                            |  |
|  |                                     |                                     |                                     |                 |   |                                             |                                             |                                             |  | 1 | New York Liberty           | 3                          |                            |  |
|  |                                     |                                     | 2                                   | Minnesota Lynx  | 2 |                                             |                                             |                                             |  |   |                            |                            |                            |  |
|  | 2                                   | Minnesota Lynx                      | 2                                   | Minnesota Lynx  | 2 | 2                                           |                                             |                                             |  |   |                            |                            |                            |  |
|  | 2                                   | Minnesota Lynx                      |                                     |                 |   |                                             |                                             |                                             |  |   |                            |                            |                            |  |
|  | 7                                   | Phoenix Mercury                     | 0                                   |                 |   |                                             |                                             |                                             |  |   |                            |                            |                            |  |
|  | 7                                   | Phoenix Mercury                     | 0                                   |                 | 2 | Minnesota Lynx                              | 3                                           |                                             |  |   |                            |                            |                            |  |
|  |                                     |                                     |                                     |                 | 2 | Minnesota Lynx                              | 3                                           |                                             |  |   |                            |                            |                            |  |
|  |                                     |                                     | 3                                   | Connecticut Sun | 2 |                                             |                                             |                                             |  |   |                            |                            |                            |  |
|  | 3                                   | Connecticut Sun                     | 3                                   | Connecticut Sun | 2 | 2                                           |                                             |                                             |  |   |                            |                            |                            |  |
|  | 3                                   | Connecticut Sun                     |                                     |                 |   |                                             |                                             |                                             |  |   |                            |                            |                            |  |
|  | 6                                   | Indiana Fever                       | 0                                   |                 |   |                                             |                                             |                                             |  |   |                            |                            |                            |  |
|  | 6                                   | Indiana Fever                       | 0                                   |                 |   |                                             |                                             |                                             |  |   |                            |                            |                            |  |
|  |                                     |                                     |                                     |                 |   |                                             |                                             |                                             |  |   |                            |                            |                            |  |

#### Primera Ronda

###### (1) New York Liberty vs. (8) Atlanta Dream
| 22 de septiembre | New York Liberty                                                                        | 83–69                                 | Atlanta Dream                                                            | Brooklyn, Nueva York |  |
| 11:00            | Parciales: 29-16, 19-14, 21-19, 14-20                                                   | Parciales: 29-16, 19-14, 21-19, 14-20 | Parciales: 29-16, 19-14, 21-19, 14-20                                    | |  |
|                  | Estadísticas Leonie Fiebich (21) Breanna Stewart (11) B. Laney-Hamilton, S. Ionescu (5) | Reporte Pts Reb Asts                  | Estadísticas (14) Rhyne Howard (7) Tina Charles (4) R. Howard, J. Canada | Pabellón: Barclays Center Asistencia: 12,115 espectadores Árbitros: Amy Bonner, Jeff Wooten, Isaac Barnett, Biniam Maru |  |

| 24 de septiembre | New York Liberty                                                         | 91–82                                 | Atlanta Dream                                                      | Brooklyn, Nueva York |  |
| 17:30            | Parciales: 19-28, 24-20, 22-16, 26-18                                    | Parciales: 19-28, 24-20, 22-16, 26-18 | Parciales: 19-28, 24-20, 22-16, 26-18                              | |  |
|                  | Estadísticas Sabrina Ionescu (36) Jonquel Jones (13) Sabrina Ionescu (9) | Reporte Pts Reb Asts                  | Estadísticas (26) Allisha Gray (10) Naz Hillmon (11) Jordin Canada | Pabellón: Barclays Center Asistencia: 11,003 espectadores Árbitros: Roy Gulbeyan, Gina Cross, Fatou Cissoko-Stephens, Biniam Maru |  |

###### (2) Minnesota Lynx vs. (7) Phoenix Mercury
| 22 de septiembre | Minnesota Lynx                                                              | 102–95                                | Phoenix Mercury                                                            | Mineápolis, Minnesota                                                                                                   |  |
| 15:00            | Parciales: 32-19, 24-23, 21-27, 25-26                                       | Parciales: 32-19, 24-23, 21-27, 25-26 | Parciales: 32-19, 24-23, 21-27, 25-26                                      | |  |
|                  | Estadísticas Napheesa Collier (38) Tres jugadoras (6) Courtney Williams (8) | Reporte Pts Reb Asts                  | Estadísticas (33) Natasha Cloud (6) B. Griner, N. Cloud (10) Natasha Cloud | Pabellón: Target Center Asistencia: 8,524 espectadores Árbitros: Maj Forsberg, Tim Greene, Charles Watson, Teresa Stuck |  |

| 25 de septiembre | Minnesota Lynx                                                                   | 101–88                                | Phoenix Mercury                                                           | Mineápolis, Minnesota                                                                                                  |  |
| 19:30            | Parciales: 21-25, 28-22, 27-17, 25-24                                            | Parciales: 21-25, 28-22, 27-17, 25-24 | Parciales: 21-25, 28-22, 27-17, 25-24                                     | |  |
|                  | Estadísticas Napheesa Collier (42) N. Collier, A. Smith (5) Natisha Hiedeman (7) | Reporte Pts Reb Asts                  | Estadísticas (24) Brittney Griner (5) Cuatro jugadoras (10) Natasha Cloud | Pabellón: Target Center Asistencia: 8,769 espectadores Árbitros: Eric Brewton, Charles Watson, Tiara Cruse, Kevin Fahy |  |

###### (3) Connecticut Sun vs. (6) Indiana Fever
| 22 de septiembre | Connecticut Sun                                                       | 93–69                                 | Indiana Fever                                                          | Uncasville, Connecticut |  |
| 13:00            | Parciales: 23-20, 23-18, 22-19, 25-12                                 | Parciales: 23-20, 23-18, 22-19, 25-12 | Parciales: 23-20, 23-18, 22-19, 25-12                                  | |  |
|                  | Estadísticas Marina Mabrey (27) Alyssa Thomas (10) Alyssa Thomas (13) | Reporte Pts Reb Asts                  | Estadísticas (21) Kelsey Mitchell (11) Aliyah Boston (8) Caitlin Clark | Pabellón: Mohegan Sun Arena Asistencia: 8,910 espectadores Árbitros: Roy Gulbeyan, Fatou Cissoko-Stephens, Jenna Reneau, Marcy Williams |  |

| 25 de septiembre | Connecticut Sun                                                       | 87–81                                 | Indiana Fever                                                        | Uncasville, Connecticut |  |
| 17:30            | Parciales: 17-14, 24-20, 20-18, 26-29                                 | Parciales: 17-14, 24-20, 20-18, 26-29 | Parciales: 17-14, 24-20, 20-18, 26-29                                | |  |
|                  | Estadísticas Alyssa Thomas (19) DeWanna Bonner (8) Alyssa Thomas (13) | Reporte Pts Reb Asts                  | Estadísticas (25) Caitlin Clark (19) Aliyah Boston (9) Caitlin Clark | Pabellón: Mohegan Sun Arena Asistencia: 8,910 espectadores Árbitros: Angelica Suffren, Jeff Wooten, Isaac Barnett, Marcy Williams |  |

###### (4) Las Vegas Aces vs. (5) Seattle Storm
| 22 de septiembre | Las Vegas Aces                                                          | 78–67                               | Seattle Storm                                                                         | Paradise, Nevada |  |
| 20:00            | Parciales: 9-18, 29-24, 26-23, 14-2                                     | Parciales: 9-18, 29-24, 26-23, 14-2 | Parciales: 9-18, 29-24, 26-23, 14-2                                                   | |  |
|                  | Estadísticas A'ja Wilson (21) A. Wilson, K. Stokes (8) Chelsea Gray (7) | Reporte Pts Reb Asts                | Estadísticas (16) Skylar Diggins-Smith (12) Mercedes Russell (8) Skylar Diggins-Smith | Pabellón: Michelob Ultra Arena Asistencia: 10,369 espectadores Árbitros: Eric Brewton, Tiara Cruse, Angel Kent, Clare Aubry |  |

| 24 de septiembre | Las Vegas Aces                                                  | 83–76                                 | Seattle Storm                                                                  | Paradise, Nevada |  |
| 19:30            | Parciales: 30-20, 15-18, 17-19, 21-19                           | Parciales: 30-20, 15-18, 17-19, 21-19 | Parciales: 30-20, 15-18, 17-19, 21-19                                          | |  |
|                  | Estadísticas Kelsey Plum (29) A'ja Wilson (13) Chelsea Gray (9) | Reporte Pts Reb Asts                  | Estadísticas (20) Gabby Williams (10) Nneka Ogwumike (10) Skylar Diggins-Smith | Pabellón: Michelob Ultra Arena Asistencia: 10,370 espectadores Árbitros: Maj Forsberg, Tim Greene, Randy Richardson, Clare Aubry |  |

#### Semifinales

###### (1) New York Liberty vs. (4) Las Vegas Aces
| 29 de septiembre | New York Liberty                                                         | 87–77                                 | Las Vegas Aces                                                | Brooklyn, Nueva York |  |
| 13:00            | Parciales: 28-21, 20-17, 23-24, 16-15                                    | Parciales: 28-21, 20-17, 23-24, 16-15 | Parciales: 28-21, 20-17, 23-24, 16-15                         | |  |
|                  | Estadísticas Breanna Stewart (34) Jonquel Jones (12) Sabrina Ionescu (5) | Reporte Pts Reb Asts                  | Estadísticas (24) Kelsey Plum (6) A'ja Wilson (5) A'ja Wilson | Pabellón: Barclays Center Asistencia: 14,015 espectadores Árbitros: Eric Brewton, Gina Cross, Angelica Suffren, Kevin Fahy |  |

| 1 de octubre | New York Liberty                                                          | 88–84                                 | Las Vegas Aces                                                 | Brooklyn, Nueva York |  |
| 17:30        | Parciales: 22-27, 24-13, 23-22, 19-22                                     | Parciales: 22-27, 24-13, 23-22, 19-22 | Parciales: 22-27, 24-13, 23-22, 19-22                          | |  |
|              | Estadísticas Sabrina Ionescu (24) Sabrina Ionescu (9) Breanna Stewart (8) | Reporte Pts Reb Asts                  | Estadísticas (24) A'ja Wilson (7) A'ja Wilson (7) Chelsea Gray | Pabellón: Barclays Center Asistencia: 14,321 espectadores Árbitros: Maj Forsberg, Jeff Wooten, Randy Richardson, Teresa Stuck |  |

| 4 de octubre | Las Vegas Aces                                                   | 95–81                                | New York Liberty                                                                          | Paradise, Nevada |  |
| 19:30        | Parciales: 26-23, 26-26, 21-6, 22-26                             | Parciales: 26-23, 26-26, 21-6, 22-26 | Parciales: 26-23, 26-26, 21-6, 22-26                                                      | |  |
|              | Estadísticas Jackie Young (24) A'ja Wilson (14) Chelsea Gray (7) | Reporte Pts Reb Asts                 | Estadísticas (19) Breanna Stewart (6) B. Stewart, J. Jones (5) S. Ionescu, C. Vandersloot | Pabellón: Michelob Ultra Arena Asistencia: 10,369 espectadores Árbitros: Roy Gulbeyan, Tiara Cruse, Jenna Reneau, Angel Kent |  |

| 6 de octubre | Las Vegas Aces                                                  | 62–76                                 | New York Liberty                                                           | Paradise, Nevada |  |
| 13:00        | Parciales: 19-23, 19-18, 13-12, 11-23                           | Parciales: 19-23, 19-18, 13-12, 11-23 | Parciales: 19-23, 19-18, 13-12, 11-23                                      | |  |
|              | Estadísticas A'ja Wilson (19) A'ja Wilson (10) Chelsea Gray (6) | Reporte Pts Reb Asts                  | Estadísticas (22) Sabrina Ionescu (14) Breanna Stewart (5) Breanna Stewart | Pabellón: Michelob Ultra Arena Asistencia: 10,374 espectadores Árbitros: Maj Forsberg, Tim Greene, Jeff Wooten, Fatou Cissoko-Stephens |  |

###### (2) Minnesota Lynx vs. (3) Connecticut Sun
| 29 de septiembre | Minnesota Lynx                                                             | 70–73                                | Connecticut Sun                                                      | Mineápolis, Minnesota                                                                                                 |  |
| 18:30            | Parciales: 16-23, 22-19, 24-15, 8-16                                       | Parciales: 16-23, 22-19, 24-15, 8-16 | Parciales: 16-23, 22-19, 24-15, 8-16                                 | |  |
|                  | Estadísticas Napheesa Collier (19) Napheesa Collier (9) Tres jugadoras (4) | Reporte Pts Reb Asts                 | Estadísticas (20) Marina Mabre (11) DeWanna Bonner (9) Alyssa Thomas | Pabellón: Target Center Asistencia: 8,506 espectadores Árbitros: Roy Gulbeyan, Maj Forsberg, Angel Kent, Teresa Stuck |  |

| 1 de octubre | Minnesota Lynx                                                                 | 77–70                                 | Connecticut Sun                                                      | Mineápolis, Minnesota                                                                                                |  |
| 19:30        | Parciales: 12-10, 24-20, 22-19, 19-21                                          | Parciales: 12-10, 24-20, 22-19, 19-21 | Parciales: 12-10, 24-20, 22-19, 19-21                                | |  |
|              | Estadísticas Courtney Williams (17) Napheesa Collier (12) Napheesa Collier (5) | Reporte Pts Reb Asts                  | Estadísticas (18) Alyssa Thomas (10) Alyssa Thomas (7) Alyssa Thomas | Pabellón: Target Center Asistencia: 8,796 espectadores Árbitros: Gina Cross, Tim Greene, Isaac Barnett, Jenna Reneau |  |

| 4 de octubre | Connecticut Sun                                                     | 81–90                                 | Minnesota Lynx                                                                | Uncasville, Connecticut                                                                                                |  |
| 17:30        | Parciales: 16-23, 20-25, 18-20, 27-22                               | Parciales: 16-23, 20-25, 18-20, 27-22 | Parciales: 16-23, 20-25, 18-20, 27-22                                         | |  |
|              | Estadísticas Brionna Jones (21) Alyssa Thomas (9) Alyssa Thomas (7) | Reporte Pts Reb Asts                  | Estadísticas (26) Napheesa Collier (11) Napheesa Collier (8) Courney Williams | Pabellón: Mohegan Sun Arena Asistencia: 8,268 espectadores Árbitros: Eric Brewton, Jeff Wooten, Fatou Cissoko-Stephens |  |

| 6 de octubre | Connecticut Sun                                                             | 92–82                                 | Minnesota Lynx                                                             | Uncasville, Connecticut |  |
| 15:00        | Parciales: 15-22, 28-28, 25-13, 24-19                                       | Parciales: 15-22, 28-28, 25-13, 24-19 | Parciales: 15-22, 28-28, 25-13, 24-19                                      | |  |
|              | Estadísticas Tyasha Harris (20) D. Bonner, A. Thomas (8) Alyssa Thomas (11) | Reporte Pts Reb Asts                  | Estadísticas (29) Napheesa Collier (13) Napheesa Collier (6) Kayla McBride | Pabellón: Mohegan Sun Arena Asistencia: 7,849 espectadores Árbitros: Angelica Suffren, Tiara Cruse, Isaac Barnett, Randy Richardson |  |

| 8 de octubre | Minnesota Lynx                                                                 | 88–77                                 | Connecticut Sun                                                                | Mineápolis, Minnesota |  |
| 18:00        | Parciales: 31-18, 22-16, 12-14, 23-29                                          | Parciales: 31-18, 22-16, 12-14, 23-29 | Parciales: 31-18, 22-16, 12-14, 23-29                                          | |  |
|              | Estadísticas Napheesa Collier (27) Napheesa Collier (11) Courtney Williams (7) | Reporte Pts Reb Asts                  | Estadísticas DiJonai Carrington (17) DiJonai Carrington (12) Alyssa Thomas (6) | Pabellón: Target Center Asistencia: 8,769 espectadores Árbitros: Roy Gulbeyan, Tim Greene, Tiara Cruse, Fatou Cissoko-Stephens |  |

#### Finales

###### (1) New York Liberty vs. (2) Minnesota Lynx
| 10 de octubre | New York Liberty                                                      | 93–95                                              | Minnesota Lynx                                                             | Brooklyn, Nueva York |  |
| 18:00         | Parciales: 32-19, 12-17, 24-25, 16-23 (T.E.: 9-11)                    | Parciales: 32-19, 12-17, 24-25, 16-23 (T.E.: 9-11) | Parciales: 32-19, 12-17, 24-25, 16-23 (T.E.: 9-11)                         | |  |
|               | Estadísticas Jonquel Jones (24) Jonquel Jones (10) Tres jugadoras (4) | Reporte Pts Reb Asts                               | Estadísticas (23) Courtney Williams (9) Alanna Smith (5) Courtney Williams | Pabellón: Barclays Center Asistencia: 17,732 espectadores Árbitros: Eric Brewton, Isaac Barnett, Fatou Cissoko-Stephens, Jenna Reneau |  |

| 13 de octubre | New York Liberty                                                               | 80–66                                 | Minnesota Lynx                                                                | Brooklyn, Nueva York |  |
| 13:00         | Parciales: 31-21, 18-18, 12-14, 19-13                                          | Parciales: 31-21, 18-18, 12-14, 19-13 | Parciales: 31-21, 18-18, 12-14, 19-13                                         | |  |
|               | Estadísticas Breanna Stewart (21) Jonquel Jones (9) B. Stewart, S. Ionescu (5) | Reporte Pts Reb Asts                  | Estadísticas (16) Napheesa Collier (8) Napheesa Collier (8) Courtney Williams | Pabellón: Barclays Center Asistencia: 18,048 espectadores Árbitros: Roy Gulbeyan, Tiara Cruse, Fatou Cissoko-Stephens, Randy Richardson |  |

| 16 de octubre | Minnesota Lynx                                                                | 77–80                                 | New York Liberty                                                           | Mineápolis, Minnesota |  |
| 18:00         | Parciales: 28-18, 15-17, 19-26, 15-19                                         | Parciales: 28-18, 15-17, 19-26, 15-19 | Parciales: 28-18, 15-17, 19-26, 15-19                                      | |  |
|               | Estadísticas Napheesa Collier (22) Napheesa Collier (9) Courtney Williams (8) | Reporte Pts Reb Asts                  | Estadísticas (30) Breanna Stewart (11) Breanna Stewart (6) Sabrina Ionescu | Pabellón: Target Center Asistencia: 19,521 espectadores Árbitros: Angelica Suffren, Maj Forsberg, Tim Greene, Randy Richardson |  |

| 18 de octubre | Minnesota Lynx                                                             | 82–80                                 | New York Liberty,                                                               | Mineápolis, Minnesota |  |
| 18:00         | Parciales: 23-23, 23-22, 18-18, 18-17                                      | Parciales: 23-23, 23-22, 18-18, 18-17 | Parciales: 23-23, 23-22, 18-18, 18-17                                           | |  |
|               | Estadísticas Kayla McBride (19) Napheesa Collier (9) Courtney Williams (7) | Reporte Pts Reb Asts                  | Estadísticas (21) Jonquel Jones (11) Breanna Stewart (5) L. Fiebich, S. Ionescu | Pabellón: Target Center Asistencia: 19,210 espectadores Árbitros: Eric Brewton, Tiara Cruse, Isaac Barnett, Randy Richardson |  |

| 20 de octubre | New York Liberty                                                         | 67–62                                             | Minnesota Lynx                                                        | Brooklyn, Nueva York |  |
| 18:00         | Parciales: 10-19, 17-15, 20-10, 13-16 (T.E.: 7-2)                        | Parciales: 10-19, 17-15, 20-10, 13-16 (T.E.: 7-2) | Parciales: 10-19, 17-15, 20-10, 13-16 (T.E.: 7-2)                     | |  |
|               | Estadísticas Jonquel Jones (17) Breanna Stesart (15) Sabrina Ionescu (8) | Reporte Pts Reb Asts                              | Estadísticas (22) Napheesa Collier (8) Alanna Smith (5) Kayla McBride | Pabellón: Barclays Center Asistencia: 18,090 espectadores Árbitros: Roy Gulbeyan, Maj Forsberg, Tim Greene, Isaac Barnett |  |

## Galardones de la temporada

### Jugadora de la semana
| Semana           | Conferencia Este    | Conferencia Este | Conferencia Oeste    | Conferencia Oeste | Referencia    |
| Semana           | Jugadora            | Equipo           | Jugadora             | Equipo            | Referencia    |
| ---------------- | ------------------- | ---------------- | -------------------- | ----------------- | ------------- |
| 21 de mayo       | Alyssa Thomas       | Connecticut      | Napheesa Collier     | Minnesota         | [ 10 ] [ 11 ] |
| 28 de mayo       | DeWanna Bonner      | Connecticut      | Kahleah Copper       | Phoenix           | [ 12 ] [ 13 ] |
| 4 de junio       | Sabrina Ionescu     | New York         | A'ja Wilson          | Las Vegas         | [ 14 ] [ 15 ] |
| 11 de junio      | Breanna Stewart     | New York         | Dearica Hamby        | Los Angeles       | [ 16 ]        |
| 18 de junio      | Aliyah Boston       | Indiana          | Brittney Griner      | Phoenix           | [ 17 ] [ 18 ] |
| 25 de junio      | Sabrina Ionescu (2) | New York         | A'ja Wilson (2)      | Las Vegas         | [ 19 ] [ 20 ] |
| 9 de julio       | Angel Reese         | Chicago          | A'ja Wilson (3)      | Las Vegas         | [ 21 ]        |
| 18 de julio      | Sabrina Ionescu (3) | New York         | A'ja Wilson (4)      | Las Vegas         | [ 22 ]        |
| 27 de agosto     | Caitlin Clark       | Indiana          | Napheesa Collier (2) | Minnesota         | [ 23 ] [ 24 ] |
| 3 de septiembre  | Caitlin Clark (2)   | Indiana          | A'ja Wilson (5)      | Las Vegas         | [ 25 ] [ 26 ] |
| 10 de septiembre | Caitlin Clark (3)   | Indiana          | Napheesa Collier (3) | Minnesota         | [ 27 ] [ 28 ] |
| 20 de septiembre | Breanna Stewart (2) | New York         | A'ja Wilson (6)      | Las Vegas         | [ 29 ] [ 30 ] |

### Jugadora del mes
| Mes        | Conferencia Este    | Conferencia Este | Conferencia Oeste | Conferencia Oeste | Referencia    |
| Mes        | Jugador             | Equipo           | Jugador           | Equipo            | Referencia    |
| ---------- | ------------------- | ---------------- | ----------------- | ----------------- | ------------- |
| Mayo       | Alyssa Thomas       | Connecticut      | A'ja Wilson       | Las Vegas         | [ 31 ] [ 32 ] |
| Junio      | Sabrina Ionescu     | New York         | A'ja Wilson (2)   | Las Vegas         | [ 33 ]        |
| Julio      | Sabrina Ionescu (2) | New York         | A'ja Wilson (3)   | Las Vegas         | [ 34 ] [ 35 ] |
| Agosto     | Caitlin Clark       | Indiana          | Napheesa Collier  | Minnesota         | [ 38 ] [ 39 ] |
| Septiembre | Breanna Stewart     | New York         | A'ja Wilson (4)   | Las Vegas         | [ 40 ]        |

### Novata del mes
| Mes        | Jugadora          | Equipo  | Referencia |
| ---------- | ----------------- | ------- | ---------- |
| Mayo       | Caitlin Clark     | Indiana | [ 41 ]     |
| Junio      | Angel Reese       | Chicago | [ 42 ]     |
| Julio      | Caitlin Clark (2) | Indiana | [ 43 ]     |
| Agosto     | Caitlin Clark (3) | Indiana | [ 38 ]     |
| Septiembre | Caitlin Clark (4) | Indiana | [ 44 ]     |

### Entrenador del mes
| Mes        | Entrenador      | Equipo      | Referencia |
| ---------- | --------------- | ----------- | ---------- |
| Mayo       | Stephanie White | Connecticut | [ 45 ]     |
| June       | Cheryl Reeve    | Minnesota   | [ 46 ]     |
| Julio      | Sandy Brondello | New York    | [ 47 ]     |
| Agosto     | Christie Sides  | Indiana     | [ 48 ]     |
| Septiembre | Becky Hammon    | Las Vegas   | [ 49 ]     |

### Designaciones
| Premio                                        | Ganador            | Posición                  | Equipo           | Votos/Estadísticas |
| --------------------------------------------- | ------------------ | ------------------------- | ---------------- | ------------------ |
| MVP de la Temporada de la WNBA                | A'ja Wilson        | Pívot                     | Las Vegas        | 67 de 67           |
| MVP de las Finales de la WNBA                 | Jonquel Jones      | Pívot                     | New York Liberty |                    |
| Novata del Año de la WNBA                     | Caitlin Clark      | Base                      | Indiana          | 66 de 67           |
| Jugadora Más Mejorada de la WNBA              | DiJonai Carrington | Base                      | Connecticut      | 28 de 67           |
| Mejor Defensora de la WNBA                    | Napheesa Collier   | Ala-Pívot                 | Minnesota        | 36 de 67           |
| Mejor Sexta Mujer de la WNBA                  | Tiffany Hayes      | Escolta                   | Las Vegas        | 38 de 67           |
| Premio Kim Perrot a la Jugadora Más Deportiva | Dearica Hamby      | Ala-Pívot                 | Los Angeles      | 12 de 67           |
| Peak Performer: Puntos                        | A'ja Wilson        | Pívot                     | Las Vegas        | 26.9 ppg           |
| Peak Performer: Rebotes                       | Angel Reese        | Pívot                     | Chicago          | 13.1 rpg           |
| Peak Performer: Asistencias                   | Caitlin Clark      | Base                      | Indiana          | 8.4 apg            |
| Entrenador del Año de la WNBA                 | Cheryl Reeve       | Entrenadora               | Minnesota        | 62 de 67           |
| Ejecutivo del Año de la NBA                   | Cheryl Reeve       | Presidenta de Operaciones | Minnesota        | 10 de 67           |

| Equipo                                      | Jugadoras                    | Jugadoras                    | Jugadoras                  | Jugadoras                        | Jugadoras                   |
| ------------------------------------------- | ---------------------------- | ---------------------------- | -------------------------- | -------------------------------- | --------------------------- |
| Mejor Quinteto de la WNBA                   | Napheesa Collier (Minnesota) | A'ja Wilson (Las Vegas)      | Breanna Stewart (New York) | Caitlin Clark (Indiana)          | Alyssa Thomas (Connecticut) |
| Segundo Mejor Quinteto de la WNBA           | Sabrina Ionescu (New York)   | Kahleah Copper (Phoenix)     | Nneka Ogwumike (Seattle)   | Arike Ogunbowale (Dallas)        | Jonquel Jones (New York)    |
| Mejor quinteto defensivo de la WNBA         | Napheesa Collier (Minnesota) | A'ja Wilson (Las Vegas)      | Eziyoda Magbegor (Seattle) | DiJonai Carrington (Connecticut) | Breanna Stewart (New York)  |
| Segundo Mejor quinteto defensivo de la WNBA | Alyssa Thomas (Connecticut)  | Alanna Smith (Minnesota)     | Nneka Ogwumike (Seattle)   | Jonquel Jones (New York)         | Natasha Cloud (Phoenix)     |
| Mejor quinteto de novatas de la WNBA        | Caitlin Clark (Indiana)      | Rickea Jackson (Los Angeles) | Angel Reese (Chicago)      | Kamilla Cardoso (Chicago)        | Leonie Fiebich (New York)   |